# 天主教彭布羅克教區
天主教彭布羅克教區（拉丁語：Dioecesis Pembrokensis）是加拿大一個羅馬天主教教區，屬渥太華-康沃爾總教區。
龐蒂亞克宗座代牧區於1882年7月11日成立，1898年5月4日升為教區並易名至今。
教區管轄安大略東部和魁北克西部，2004年有教友65,650人，佔轄區總人口49.7%。教區下轄七十四個堂區，有五十九名司鐸。現任教區主教為谷里·德斯羅克斯。